# Volant (document)
Un volant és un document resumit en un full de paper (de vegades la meitat d'una quartilla tallada longitudinalment) en la qual es mana, recomana, demana, pregunta o es fa constar alguna cosa en termes precisos i resumits, per fer-ne ús dins d'una institució o organisme o per gaudir d'un servei dintre o fora del seu entorn.

## Tipus
Per autoritzar o fer constar algun fet o cosaGeneralment, un volant s'utilitza per moviments interns dins d'un organisme o institució per accedir a algun servei extern sinó existeix internament, en aquest cas se sol lliurar un «volant d'autorització» per un altre lloc. Exemple: Volant mèdic, volant que dona el metge per fer una anàlisi; per anar a visitar un especialista, etc.. Aquest volant sol contenir:
- Data d'expedició i data d'utilització
- Especificació clara del concepte
- Segell de la institució o organisme
- Signatura de la persona que l'emet

Com a certificació o per a demanar informacióÉs bastant habitual que les institucions i organismes proporcionin volants als usuaris com a resum d'un certificat (o per facilitar l'entrada de dades)
- Volant d'empadronament: Per certificar les dades d'empadronament.[1]
- Volant d'homologació de títol: Per omplir les dades per a un examen d'homologació de títol.[2]